# 南波照間島

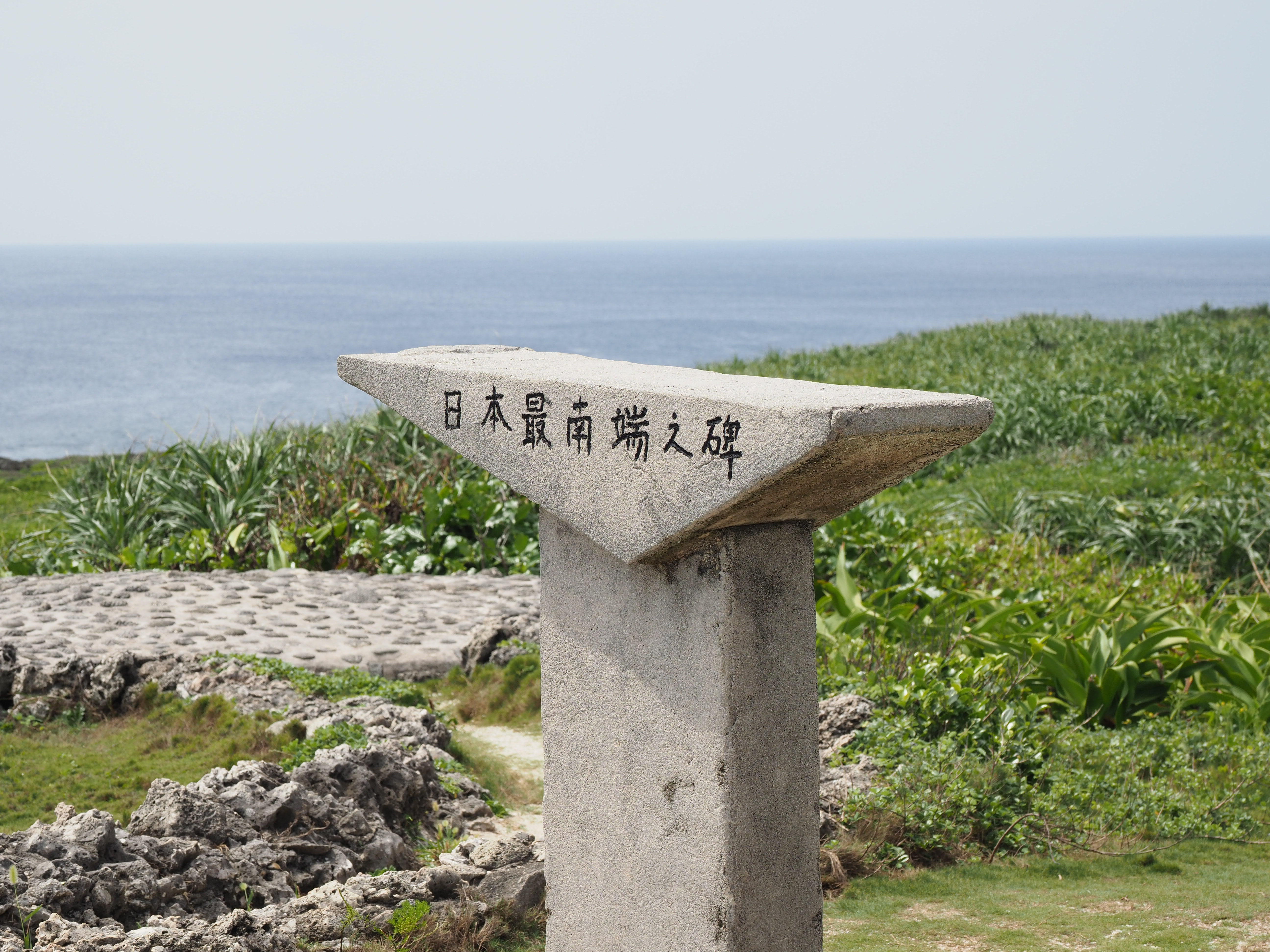
波照間島にある日本最南端之碑。このさらに南に南波照間島があると信じられた。

南波照間島（みなみはてるまじま、八重山語: ぱいぱてぃろーま、ぱいぱてぃろー）は、八重山列島に属する波照間島のさらに南にあるとされた伝説上の島。大波照間島とも呼ばれる。
「ぱいぱてぃろーま」は、八重山語（八重山方言）で「南（）の果て（）のサンゴ礁（ろーま、沖縄語（沖縄方言）の「うるま」にあたる）の島」という意味である。

## 概要
琉球王国時代に八重山列島の諸事を王府に報告した文書である『八重山島年来記』には、1648年に波照間島平田村の農民40～50人が重税から逃れるために大波照間に渡ったという記述が残っている。また、波照間島には、ヤグ村のアカマリという男が、税を取り立てに来た役人の船を奪い、村人を連れて南波照間島に向かったとの伝承がある。
波照間島を含む八重山列島では、琉球王国時代の1637年から1903年までの間、人頭税という過酷な税が課されており、『八重山島年来記』が伝える年代はこの課税の期間と整合する。
伝承としてみる場合には、南波照間島は琉球列島に伝わるニライカナイ伝説の一類型と考えられる。また、実在の確かでない地への渡航には、那智浜から浄土を目指して船出する補陀落渡海との共通性が見いだせる。
南波照間島が想像上の島であるのか実在する島であるのか、実在する島であるとすればどの島のことであるのかは明らかでない。また、『八重山島年来記』に記された伝承が事実であるのか、事実であるとすれば、島民達は実在する島を目指したのか、伝説上の未知の島を目指したのか、そしてその島に着くことができたのかのかも不明である。南波照間島が実在する島であるとの説を採る場合、その比定地には、台湾、台湾南東沖の緑島（火焼島）や蘭嶼島（紅頭嶼）、フィリピンのルソン島等の諸説がある。
1892年（明治25年）、沖縄県知事は未調査であった沖大東島（ラサ島）及び南波照間島の探索を海軍省に要請し、派遣された軍艦海門は大東諸島を探索した。しかし、同艦の艦長は所在不明な島を探検する手段はなく、本省からの命令もないとして南波照間島の探索を断った、と笹森儀助は『南嶋探験』に記している。1906年（明治39年）頃には、沖縄県の技手らが、南波照間島に擬せられた緑島（火焼島）及び蘭嶼島（紅頭嶼）を2度に渡り探索しようとしたが、上陸を果たせなかったという。

## 南波照間島を題材とした作品

### 紀行文
- 『街道をゆく』第6巻「沖縄・先島への道」 - 司馬遼太郎による紀行文[1]。1974年より週刊朝日に連載され、翌年に単行本化された。冒頭の節で南波照間島について触れられており、その考察もなされている。

### 絵画
- 南波照間 1928年 菊池契月 絹本着色額224.0 × 176.0 cm

### 小説・映画
- パイパティローマ - 中江裕司監督による1994年の映画[11]。
- サウスバウンド - 奥田英朗による2005年の小説、およびこれを原作とした森田芳光監督による2007年の映画。

### 漫画
- 夢はてる島 - 高階良子の少女漫画。『プリンセスGOLD』1983年（昭和58年）3/25増刊号に掲載。志保は憧れの「南波照間島」に行くが、その楽園は時が止まっており、数百年後に後悔して戻っても瞬時に息絶え塵になるだけでも戻ると叫ぶ志保は気がつくとキジムナーにより「波照間島」の民宿に戻され、恭兄と共に生きることが自身の求める幸福だと悟る。島で数日を過ごしたが、戻ると一年が過ぎていた。
- 中間管理録トネガワ - 協力：福本伸行、原作：萩原天晴、漫画：三好智樹・橋本智広による漫画作品。第28話「内示」において、主人公利根川の部下である菊地・萩尾・長田らの左遷先として「南波照間帝愛支社」が登場している。また第29話「送別」では、利根川もかつては南波照間帝愛支社に左遷されていたことが明らかとなっている。
- 火線上のハテルマ - せきやてつじによる2013年の漫画。主要人物の波照間猛達3人が、琉球王府からの厳しい人頭税等から免れるためにこの島を目指す。

## 南波照間島に因む事物
- ぱいぱてぃろーま - かつて波照間海運が運航していた旅客船。2010年進水・就航。地元児童・生徒からの事前の公募により命名された[12]。